# BR-101
Die brasilianische Bundesstraße BR-101 ist mit 4772 km die längste Fernstraße des Landes und verläuft mehr oder weniger küstennah von Touros (Bundesstaat Rio Grande do Norte) im Norden bis São José do Norte (Bundesstaat Rio Grande do Sul) in Südbrasilien.

## Allgemeines
Die BR-101 heißt offiziell „Rodovia Governador Mario Covas“ und führt in Nord-Süd-Richtung (portugiesisch rodovia longitudinal) durch 12 Bundesstaaten. Da sie weitgehend an der Atlantikküste entlangführt, wird sie auch Trans-Küstenstraße (portugiesisch Translitorânea) genannt. Zusammen mit der BR-116, der mit 4885 km längsten brasilianischen Fernstraße, ist sie einer der bedeutendsten Verkehrswege Brasiliens.

## Geschichte
Der Bau der BR-101 durch das Militär begann 1950 mit dem Teilstück zwischen Rio de Janeiro und Salvador. Der Abschnitt zwischen Curitiba und Florianópolis wurde als erster 1957 dem Verkehr übergeben, 1958 folgte der Abschnitt Salvador-Touros, 1980 die Strecke von Rio de Janeiro nach Santos. Ab 1988 begann die teilweise Verbreiterung auf Doppelspuren (portugiesisch duplicação) im Bereich zwischen Curitiba und Florianópolis, die bis heute fortgesetzt wird.

## Verlauf

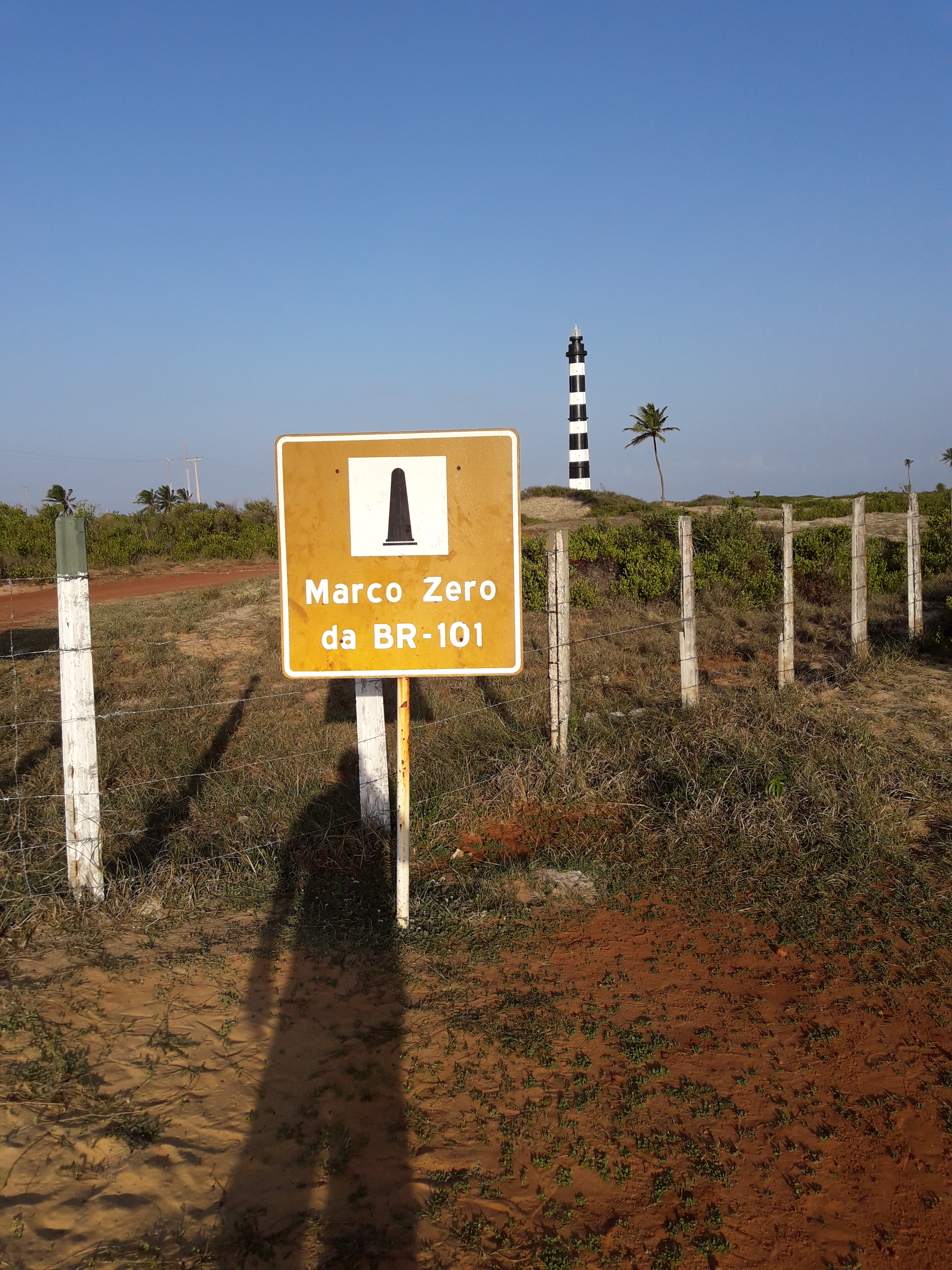
Beginn der BR-101 am Leuchtturm nördlich von Touros Rio Grande do Norte
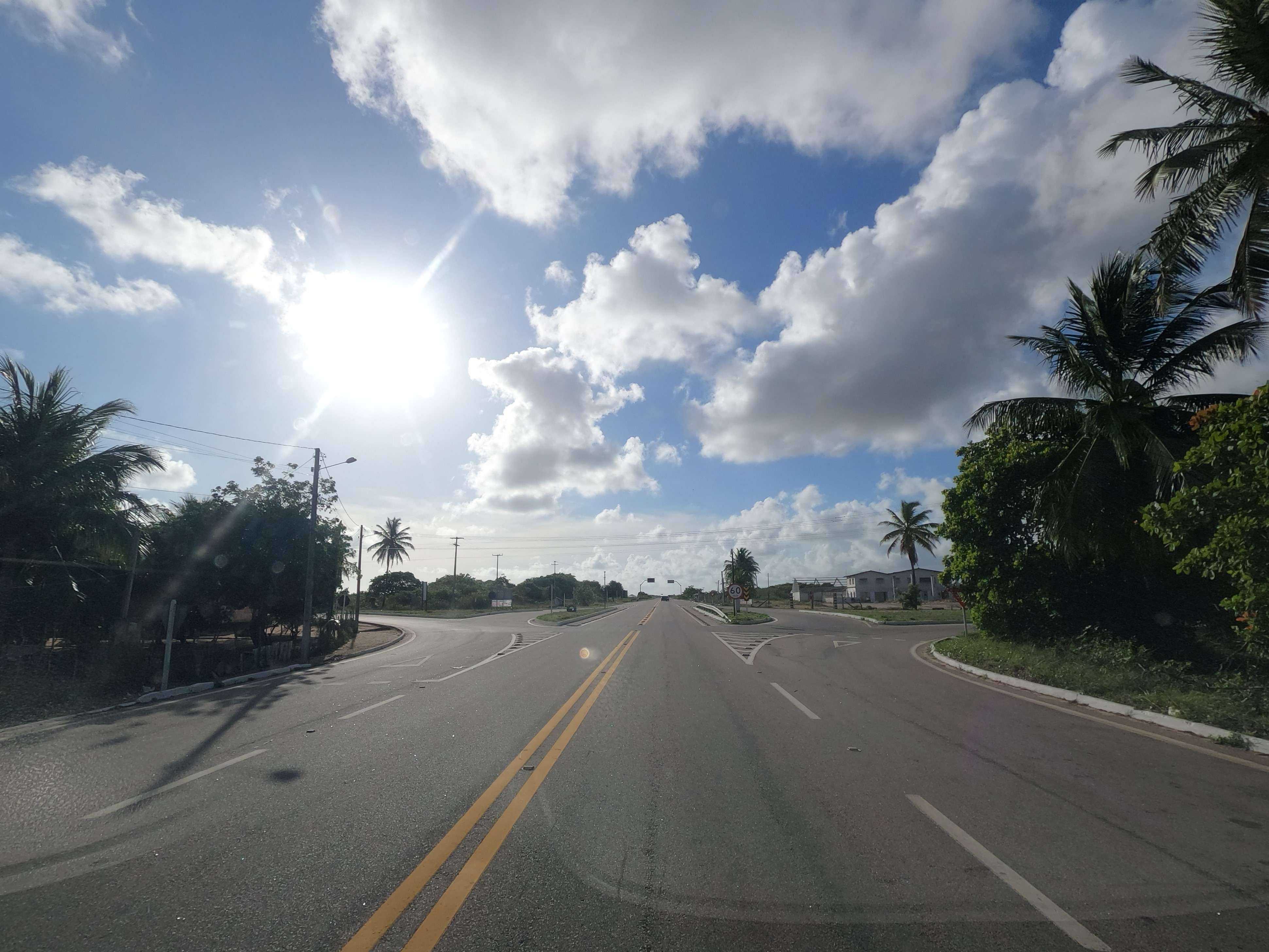
BR-101 in der Nähe von Ceará-Mirim Rio Grande do Norte
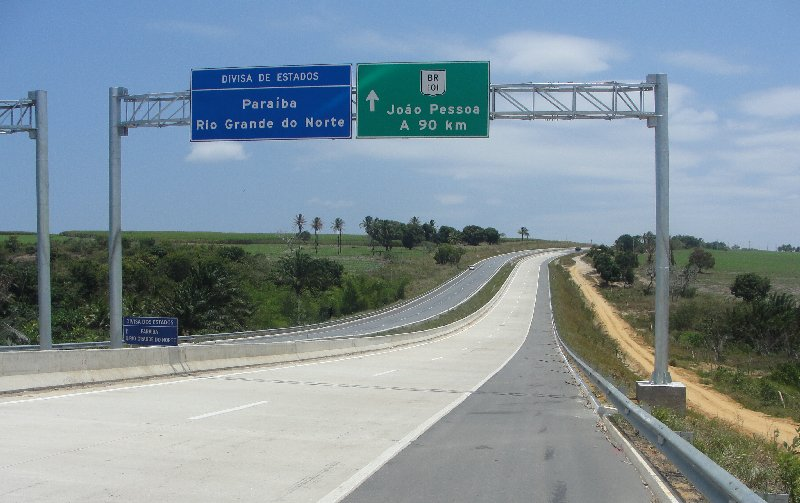
Staatsgrenze nach Paraíba
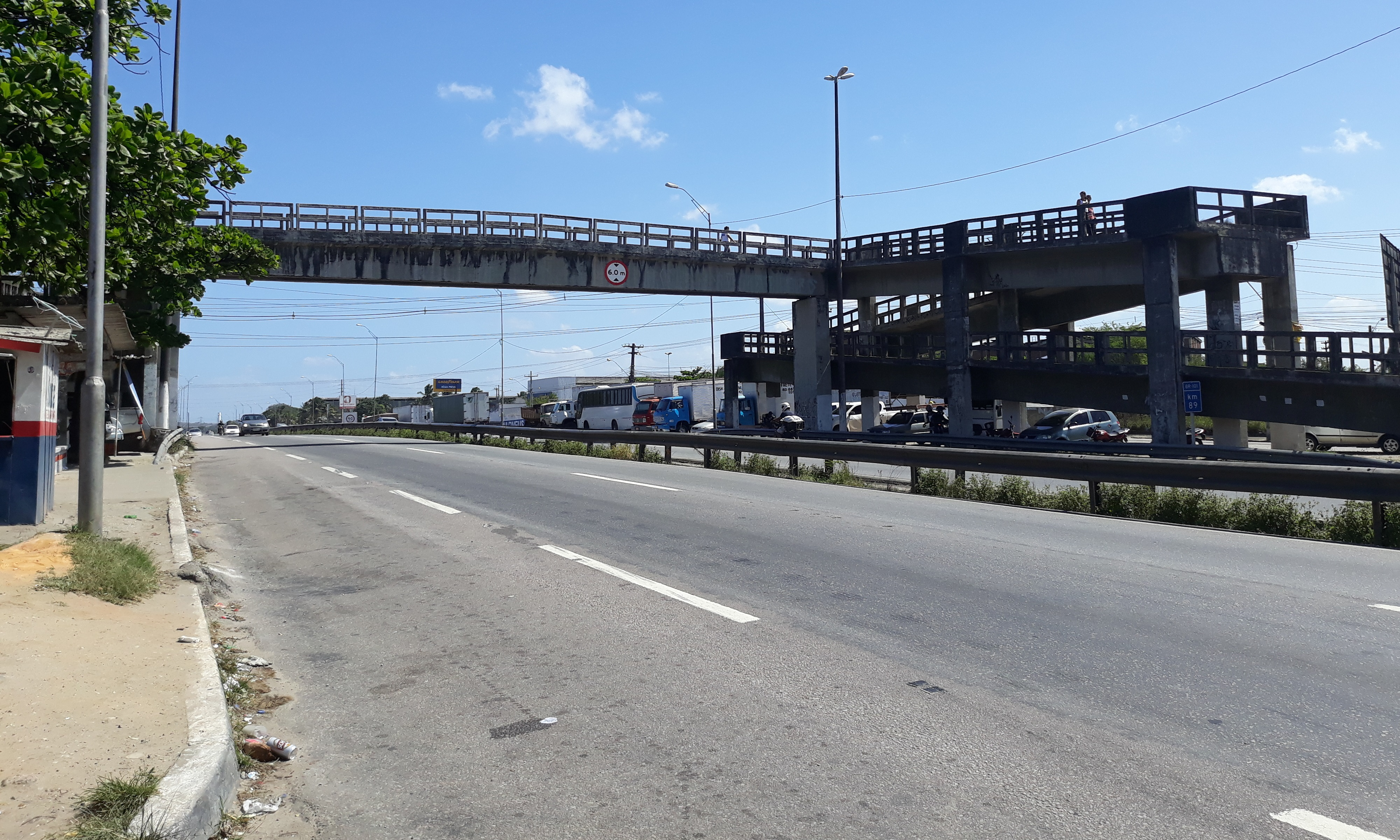
In João Pessoa Paraíba
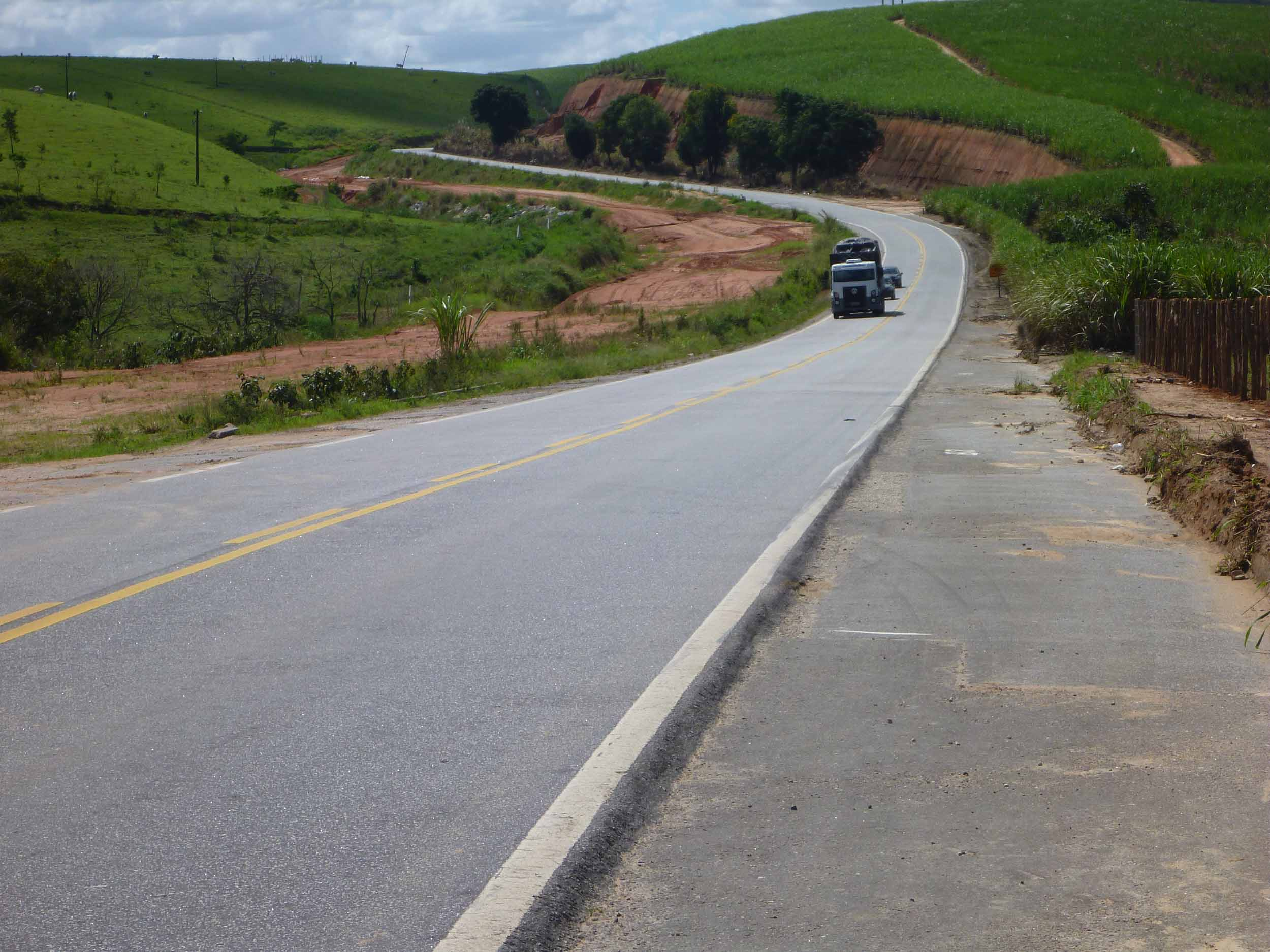
Im Bundesstaat
 Alagoas
Brücke über den Rio São Francisco (Einweihung im Dezember 1972) Alagoas
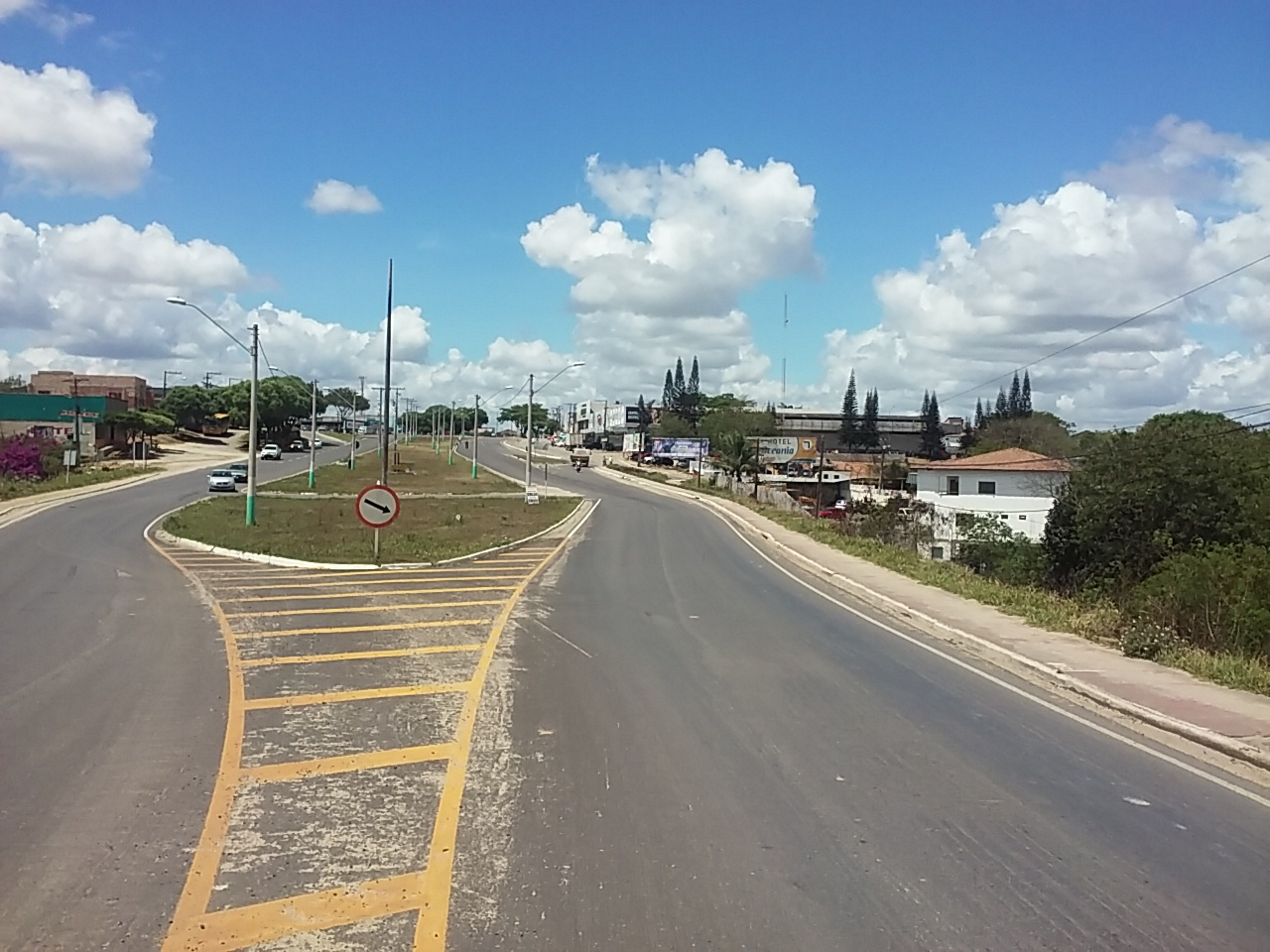
Eunápolis
 Bahia
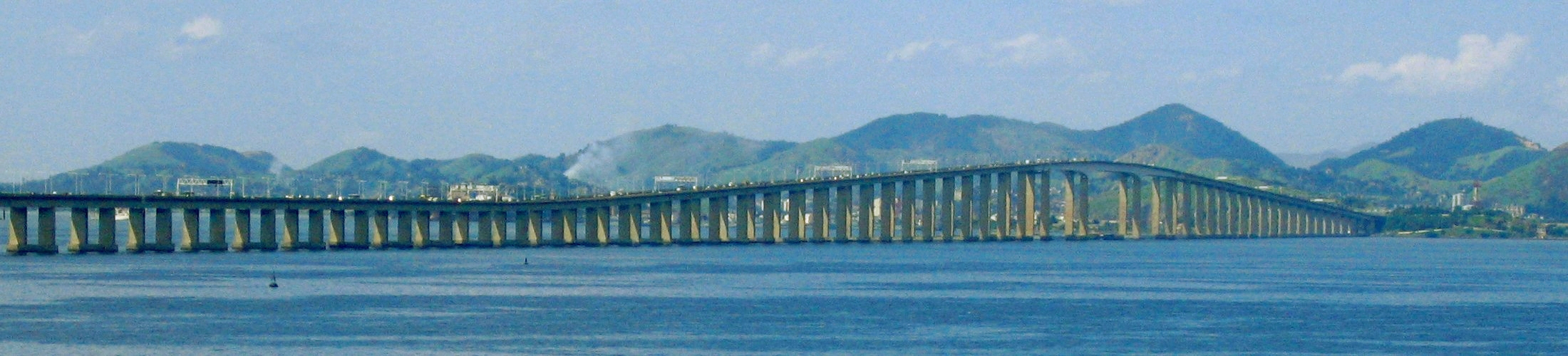
Rio-Niterói-Brücke Rio de Janeiro
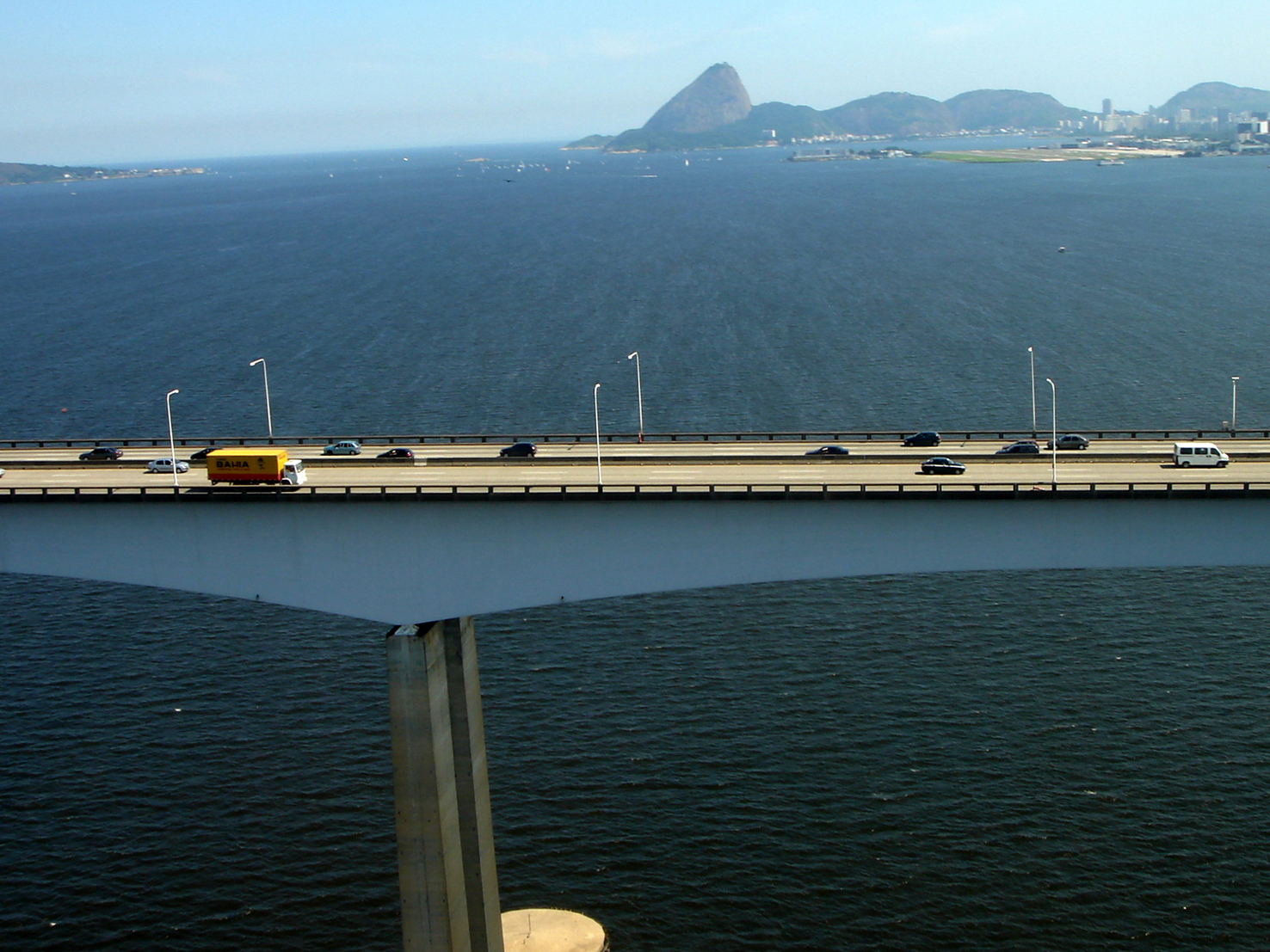
Die BR-101 auf der Ponto Rio-Niteroi, im Hintergrund der Zuckerhut Rio de Janeiro
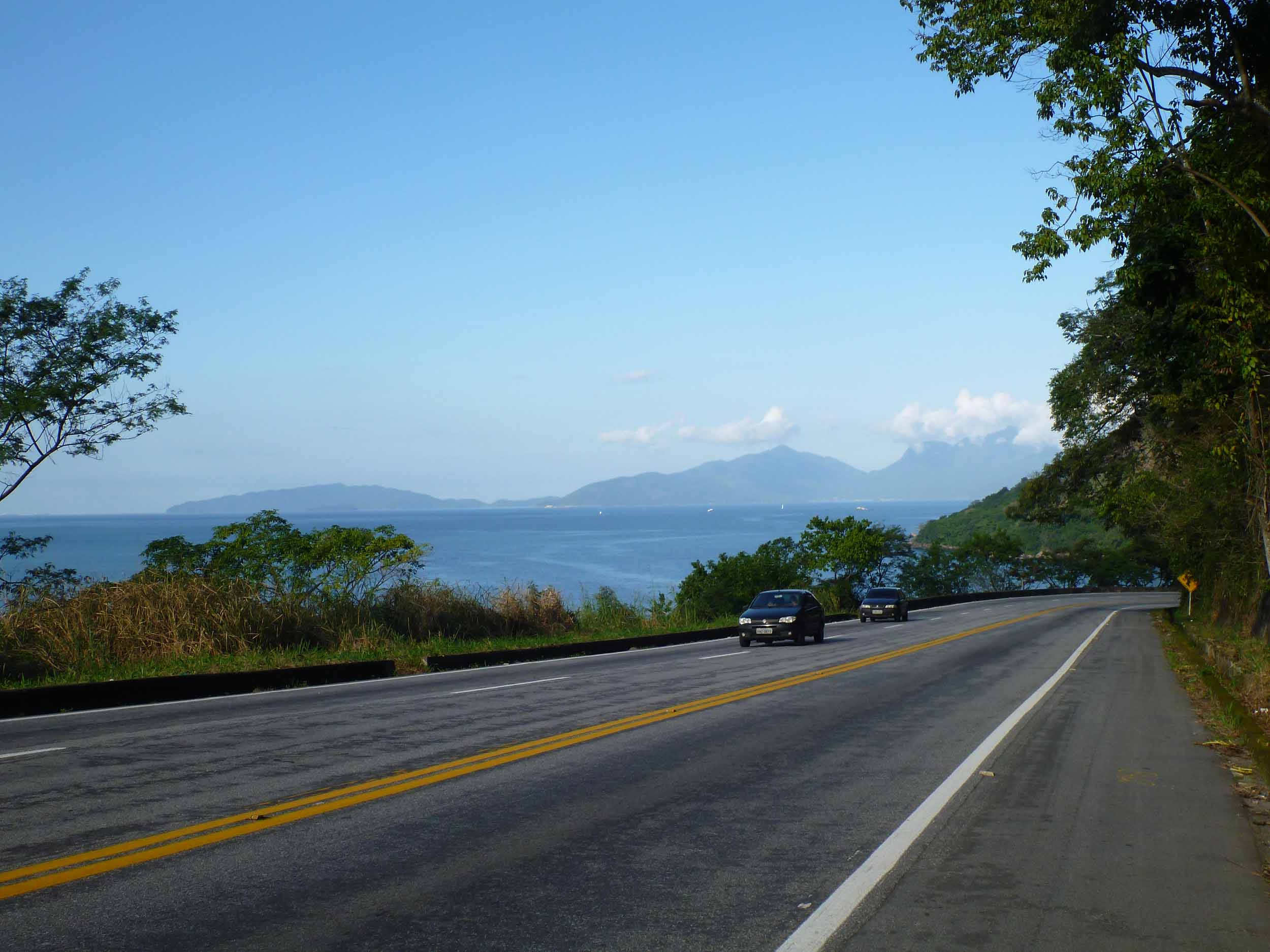
Bei Angra dos Reis  Rio de Janeiro
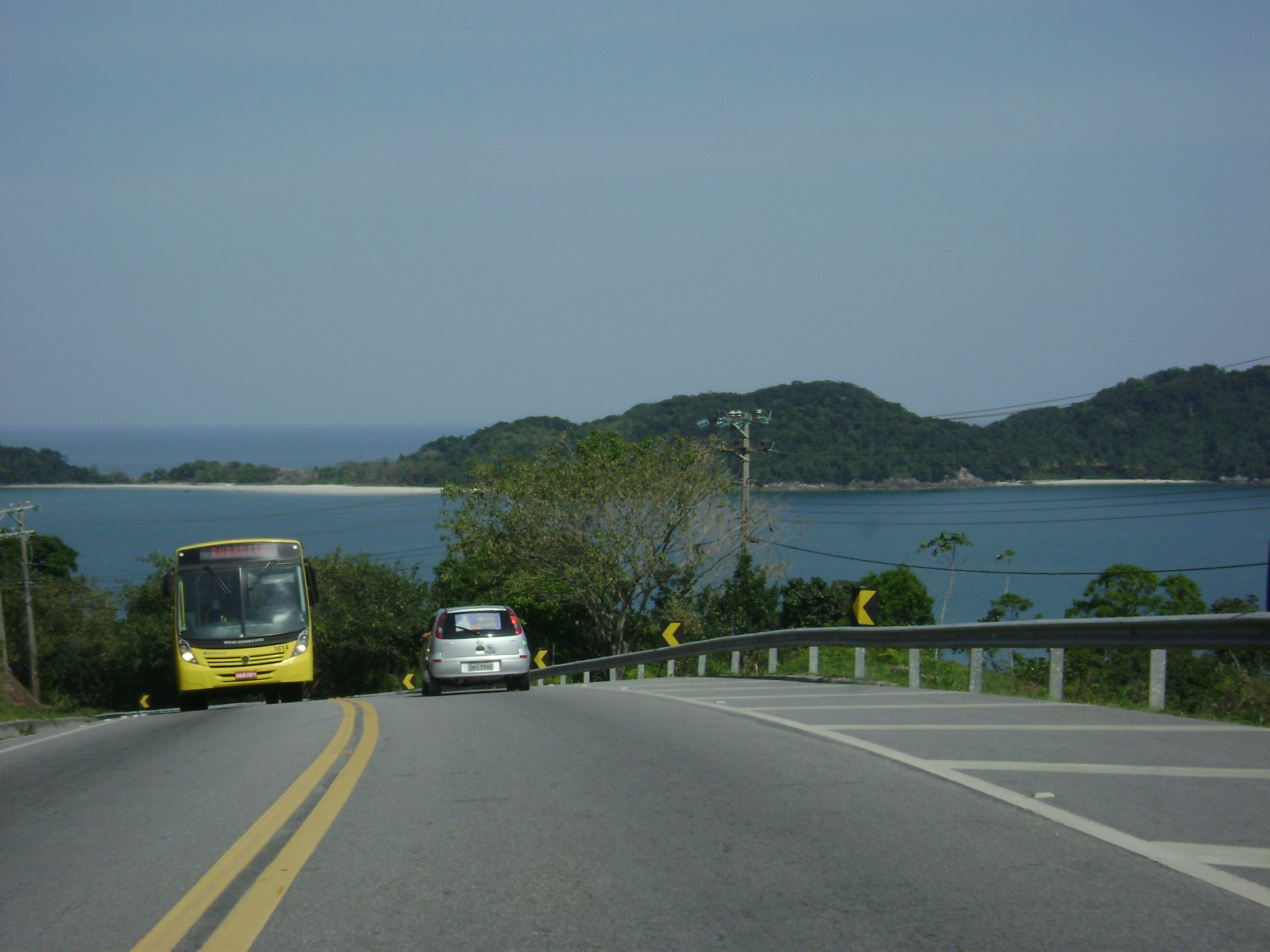
Zwischen Rio de Janeiro und Santos São Paulo
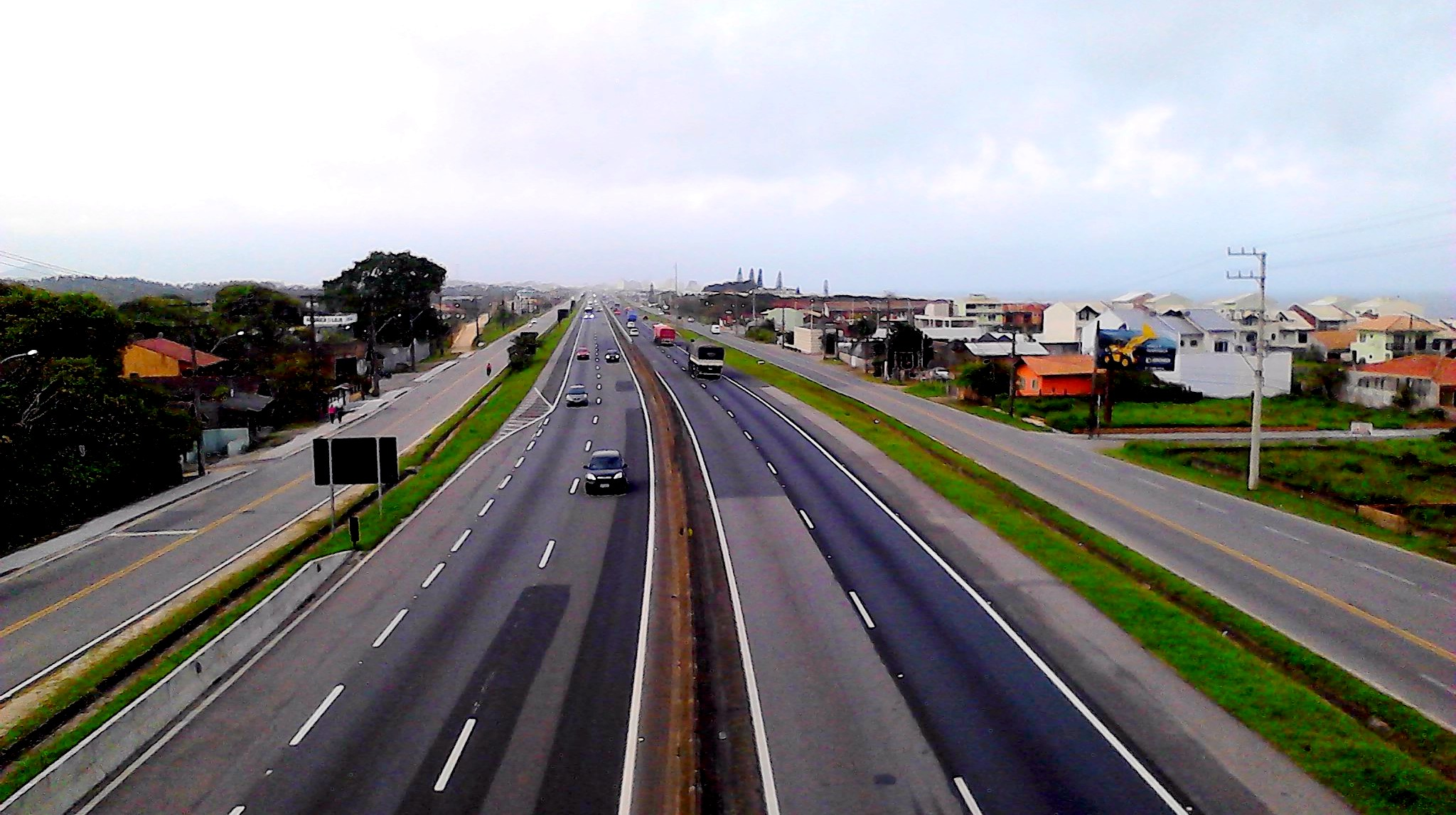
Autobahnausbau in Barra Velha Santa Catarina
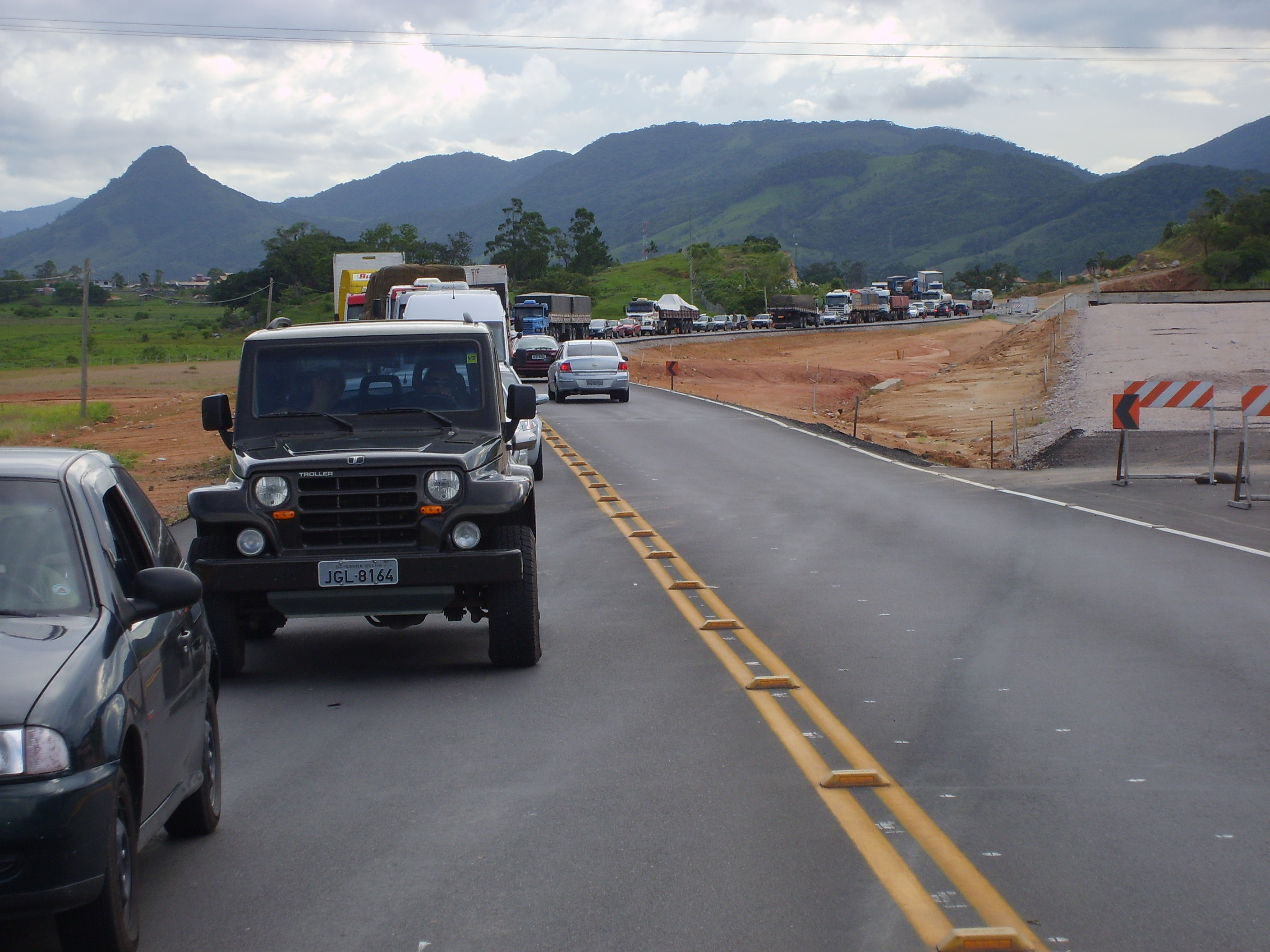
Südlich von Florianópolis  Santa Catarina
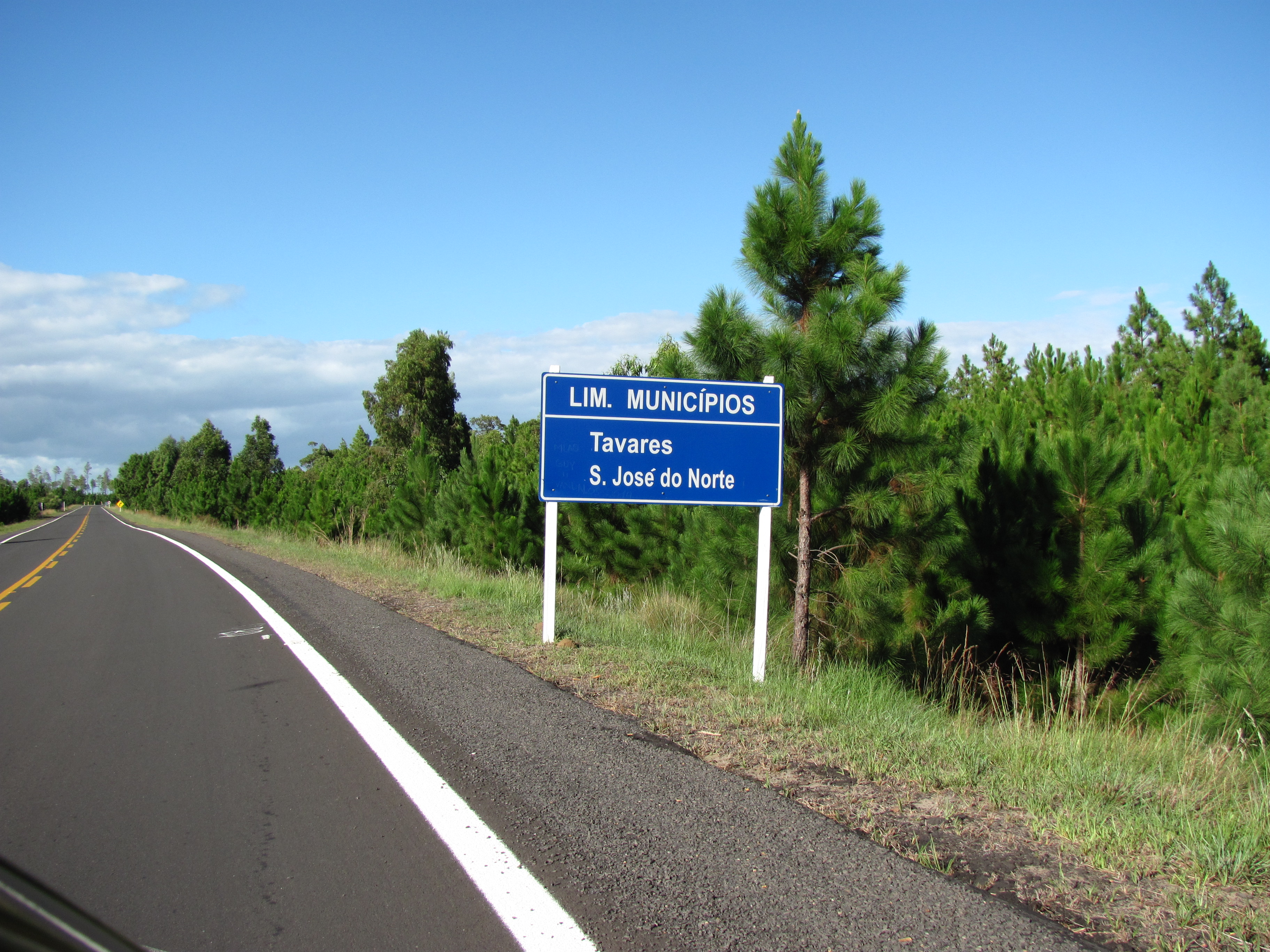
São José do Norte – Ortsausfahrt auf der BR-101 Richtung Tavares Rio Grande do Sul

Vom Norden ausgehend verläuft die BR-101 durch folgende Bundesstaaten und wichtigen Städte:
| Bundesstaat         | Städte                         | Länge im Bundesstaat in km |
| ------------------- | ------------------------------ | -------------------------- |
| Rio Grande do Norte | Touros, Natal                  | 173                        |
| Paraíba             | João Pessoa                    | 128                        |
| Pernambuco          | Recife, Palmares               | 214                        |
| Alagoas             | Maceió                         | 249                        |
| Sergipe             | Aracaju                        | 206                        |
| Bahia               | Alagoinhas, Salvador, Camaçari | 956                        |
| Espírito Santo      | Vitória                        | 461                        |
| Rio de Janeiro      | Niterói, Rio de Janeiro        | 599                        |
| São Paulo           | Ubatuba, Santos, Peruíbe       | 559                        |
| Paraná              | Paranaguá                      | 155                        |
| Santa Catarina      | Joinville, Florianópolis       | 465                        |
| Rio Grande do Sul   | Osório, São José do Norte      | 415                        |
| BR-101              | gesamt:                        | 4580                       |

Von Touros kommend führt die BR-101 in südlicher Richtung mehr oder weniger nah an der Atlantikküste entlang und durchquert mit Olinda eine der ältesten Städte Brasiliens, sie führt westlich an Recife vorbei und erreicht das geschichtsträchtige Cabo de Santo Agostinho, das von Gonçalo Coelho am 28. August 1501 bei seiner Entdeckungsreise so benannt wurde. Bei Propriá wird der Rio São Francisco überquert, dessen Brücke im Dezember 1972 eröffnet wurde. Bei Feira de Santana ist die Fernstraße am weitesten von der Küste entfernt. Nach Teixeira de Freitas gelangt sie in São Mateus wieder an die Küste und durchquert Vitória. In Campos dos Goytacazes überquert sie den Rio Paraíba do Sul und führt an der Guanabara-Bucht entlang nach Niterói, um über die 13,3 km lange Rio-Niterói-Brücke schließlich Rio de Janeiro zu erreichen. Sie hat dort den Straßennamen „Avenida Brasil“ und setzt sich südlich als kurvenreiche Strecke an der Küste fort. Als Panoramastraße gilt der Abschnitt zwischen Rio de Jeneiros Nobelvorort Barra da Tijuca und Santos, der an der Costa Verde, der Bucht von Grumari und Angra dos Reis entlangführt. Bereits im Bundesstaat São Paulo liegt der Badeort Ubatuba.
Ein geringer Teil der Strecke ist Schotterpiste, und zwar etwa 438 km lange Abschnitt zwischen Peruíbe (im Bundesstaat Sao Paulo) und Joinville (im Bundesstaat Santa Catarina). Die BR-101 endet 7 km südlich von São José do Norte (Rio Grande do Sul) am Lagoa dos Patos.